# Катя Чехова
Ка́тя Че́хова — российский проект в стиле электронной музыки. Продюсеры проекта — Сергей Пименов, Николай Лебедев, Роман Галушкин, продюсерский центр UPLIFTO. 13 декабря 2008 года проект был закрыт, а в январе 2011 года стартовал заново в оригинальном составе.

## Команда
- Екатерина Мукина (Губенко)[1] — вокал с марта 2005 по март 2006 года, с января 2011 по настоящее время
- Елена Хрящева — вокал, с сентября 2006 по декабрь 2008 года
- Сергей Пименов — продюсер с марта 2005 года
- Николай Лебедев — музыкальный продюсер, автор песен с 2005 года
- Роман Галушкин — звуковой продюсер с 2005 года
- Николай Зданевич — видеорежиссёр с 2007 года по 2008 год
- Артур Ситдиков — дизайн с 2008 года
- Максим Толстокоров — арт-директор с 2005 по 2008 год

## История
Проект «Катя Чехова» образовался в 2005 году, как продолжение группы «Вариант К», которая существовала с 2001 года. В июне 2005 года проект «Катя Чехова» стартовал ротацией треков «Я-робот» и «Крылья» в эфирах российских радиостанций. В декабре 2005 года вышел первый альбом Кати Чеховой «Я-робот», легальные продажи которого составили 250 000 CD-копий. Треки альбома на 1 год прочно заняли свои места в плей-листах клубных диджеев Москвы и России. Тем не менее, несмотря на успешный старт, в марте 2006 года из проекта ушла вокалистка Катя Губенко, и проект временно закрылся.
Зимой 2006 года проект возобновил работу, благодаря новой вокалистке и концептуальным изменениям в проекте и его продвижении. Продюсеры проекта Сергей Пименов и Николай Лебедев ввели новый подход в продвижении и распространении музыки — новые песни «Версия 1.0» и «По Проводам» в mp3-формате все желающие получили возможность скачать совершенно бесплатно на сайтах проекта и в личных блогах участников. Введены были и прогрессивные модели коммуникации артиста с целевой аудиторией: в Живом журнале вокалистка начала вести личный дневник, на ресурсе Flickr стали публиковаться фотографии, а на YouTube ― видео.
В начале 2007 года был выпущен второй альбом певицы под названием «Любовь 2.0». Альбом был распродан официальным тиражом в 100 000 копий. Количество скачиваний альбома с сайта проекта за 1 год составило более 70 000. На песню «Я не с тобой» из альбома был снят видеоролик в качестве FULL HD 1080 (высокое разрешение), который попал в эфир музыкального канала MTV.
В декабре 2007 года на лейбле UPLIFTO вышел уже третий альбом «Вторая жизнь», записанный в стиле драм-н-бейс. Количество скачиваний альбома «Вторая жизнь» с официального сайта певицы за полгода составило около 63 000 раз. Альбомы «Любовь 2.0» и «Вторая жизнь» продюсеры проекта разместили в свободном доступе для скачивания на сайте Кати Чеховой, а также запустили систему добровольного вознаграждения за скачанные понравившиеся альбомы.
На начало 2008 года было выпущено три альбома Кати Чеховой. Идейным вдохновителем, автором всех песен и продюсером Кати Чеховой является Николай Лебедев. Он также является музыкальным директором продюсерского центра и рекорд-компании UPLIFTO, основанной Сергеем Пименовым.

## Вокалистки
- Екатерина Андреевна Мукина (Губенко) — родилась 24 июля 1984 года в Таганроге. Окончила ЮФУ. До проекта «Катя Чехова» являлась участницей коллектива «Вариант К». После ухода из «Кати Чеховой» в 2006 году, занялась сольной карьерой под псевдонимом Катя First. В 2011 году вернулась в проект.
- Елена Евгеньевна Хрящева — родилась 31 декабря 1984 года в Климовске. Окончила музыкальную школу по классу скрипки. Пела в школьном хоре. После окончания школы поступила в Государственный университет землеустройства на инженера. До проекта «Катя Чехова» являлась солисткой группы «Бикини».

## Дискография
- «Я — робот» (декабрь 2005)
- «Любовь 2.0» (февраль 2007)
- «Вторая жизнь» (декабрь 2007)
- «Я тебя люблю. 2020» (сингл, июль 2008)
- «Последний альбом» (декабрь 2008)
- «K4 BEST 1999—2011 Remaster» (март 2011)
- «Посмотри на меня» (сингл, март 2011)
- «Восемь бит» (ноябрь 2012)
- «I’m robot» (сингл, ноябрь 2012)
- «Лучшие Песни» (сборник, февраль 2015)
- «Не спать: Танцевать» (февраль 2018)
- «Супергерои»[2] (июнь 2021)

## Видеография
- Я робот (сентябрь, 2005)
- Я не с тобой (май, 2007)
- Жизнь (февраль, 2008)
- Я тебя люблю 2020 (июль, 2008)
- Мечтая (март, 2011)
- Посмотри на меня (апрель, 2011)
- Я посылаю код (июль, 2011)
- Новая я (декабрь, 2011)
- Сердце тебе в ответ (май, 2012)
- Птица (октябрь, 2012)
- Она Одна (октябрь, 2013)
- Три слова (май, 2018)
- В клубе погасли огни
- Никто не должен видеть нас вместе
- Дура
- Провайдер
- Остановка (remix by Alexander Pierce)
- Напиши мне